# Лащув (город)
Лащув (пол. Łaszczów)  —  город  в Польше, входит в Люблинское воеводство,  Томашувский повят.  Имеет статус городско-сельской гмины. Занимает площадь 5,01 км². Население — 2202 человека.

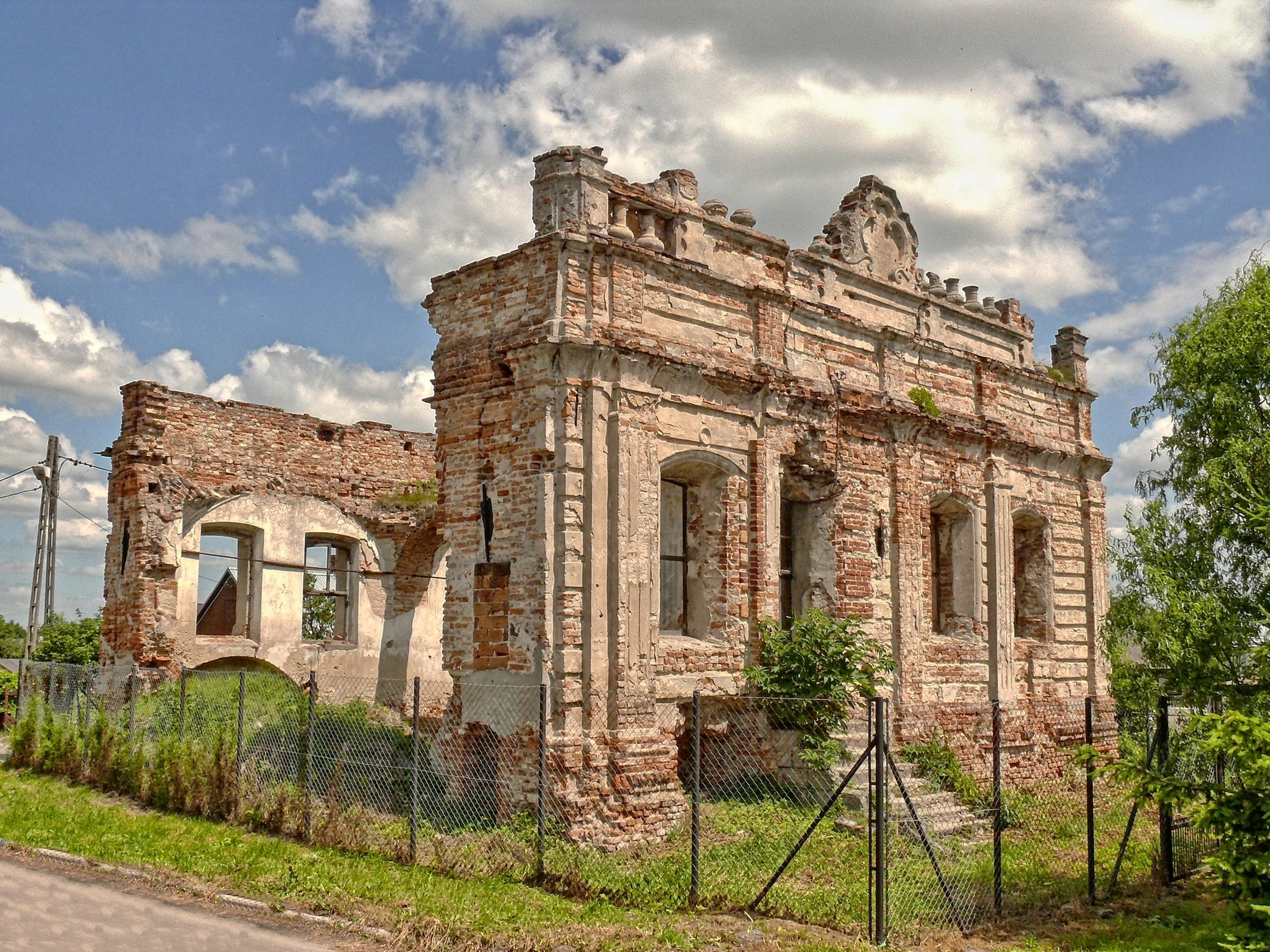
Синагога в Лащуве

Статус города получил в 2010 году.

## Известные уроженцы
- Косковский, Влодзимеж (1893—1965) — польский учёный-физиолог, педагог, доктор медицины, профессор экспериментальной фармакологии Львовского университета, председатель Главного управления Польского общества Красного Креста (1940—1945).